# 核果
核果（）（英: Drupe, Stone fruit）とは果実の1型であり、種子を包む内果皮が硬化して核となり、核を囲む中果皮がふつう多肉質となる果実のこと。石果（）ともよばれる。多くの場合、鳥などに果実ごと食べられ、硬い内果皮で保護された種子が排出されることで散布される。

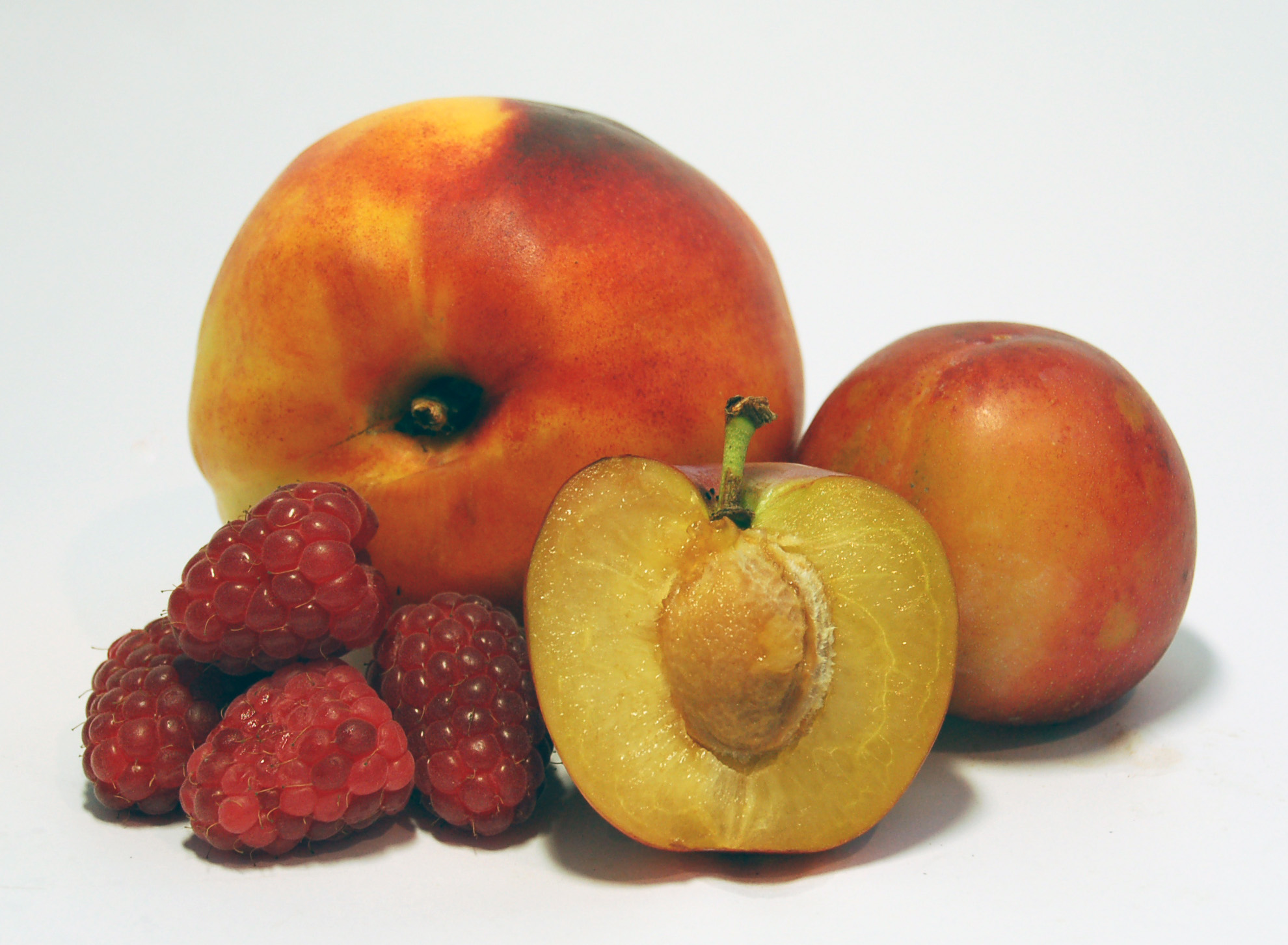
さまざまな核果（モモ、プラム、ラズベリー）

キイチゴ属は1つの花にある多数の雌しべがそれぞれ小さな核果（小核果）となり、この集合果はキイチゴ状果とよばれる。またヤマボウシでは小さな花が密集しており、個々の花からできた核果が合着して複合果（多花果）になる。

## 語源
英単語の【Drupe】は、ラテン語の「Drurupa」ならびにギリシャ語の「δρύππα」（ラテン文字転写：Drúppa）に由来する。この語は両方ともオリーブを意味する。

## 定義

典型的な核果であるモモ（バラ科）の概略構造
果実と種子の両方を図解したもの

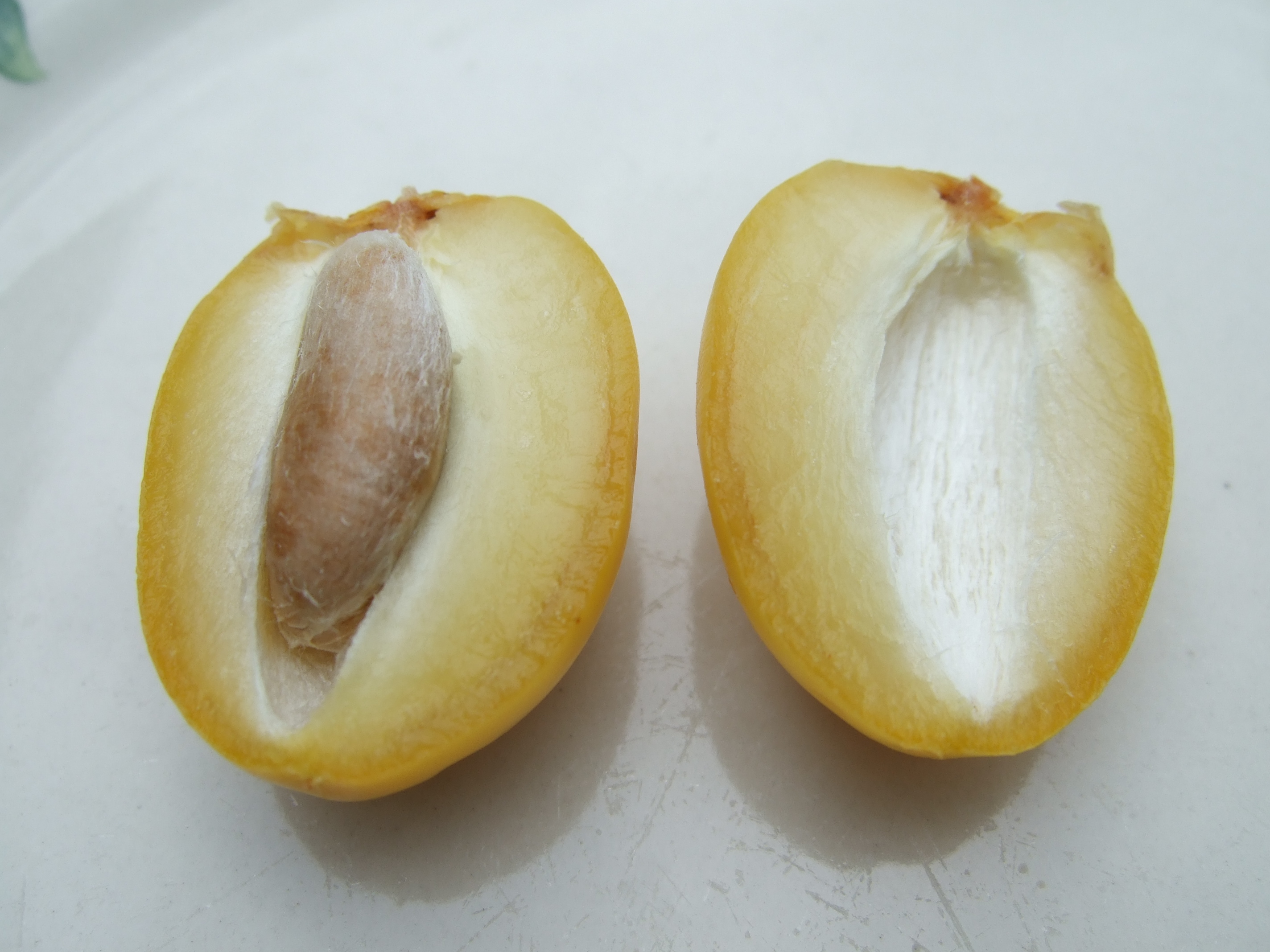
ナツメヤシ（ヤシ科）の核果と核

ココヤシ（ヤシ科）の果実（ココナッツ）の模式図: ①外果皮、②中果皮、③内果皮、④胚乳、⑤胚

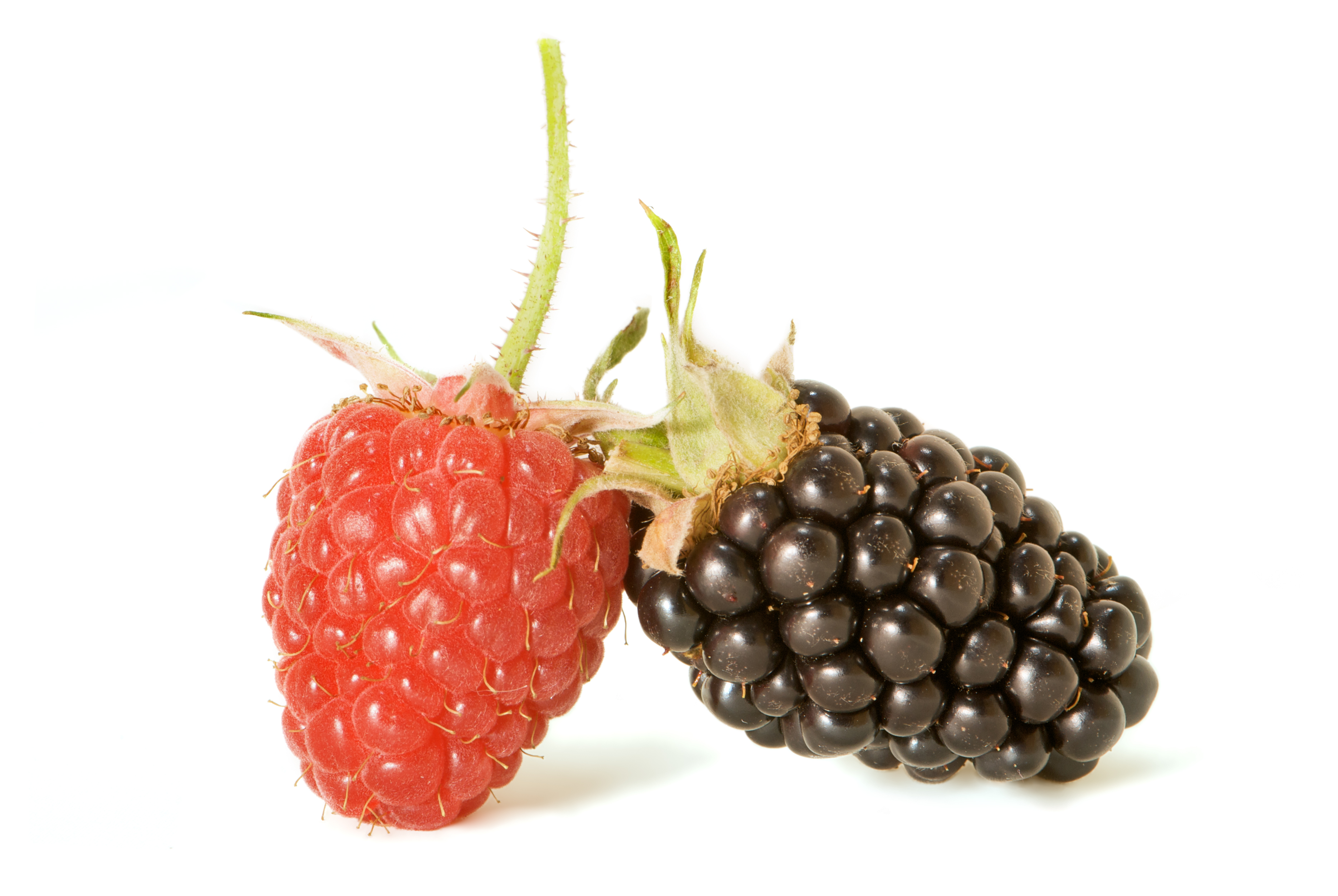
ラズベリー（ヨーロッパキイチゴ）とブラックベリー（バラ科）のキイチゴ状果

種子を包む内果皮が木化して核（果核; stone, pit, putamen）となっており裂開しない果実は核果（石果）とよばれ、核を覆う中果皮はふつう多肉質である。内果皮が硬化して核を形成している点で、内果皮も多肉質になっている漿果（狭義の液果）と区別される。狭義には1心皮からなり1種子を含むもの（サクラ属、ウルシ属など）を核果とし、複数の心皮からなるものは複核果として分けることもある。しかし、ふつうは複数の心皮からなるものや複数の種子を含むものでも同様の特徴をもつ果実は核果とよばれる。1個の種子を含む1個の核をもつもの（サクラ属など）から、複数室に分かれた核を1個もつもの（センダンなど）、各1室の核を複数もつもの（モチノキ科など）まである。子房上位のものも子房下位のものもあり、後者の場合（ミズキ科、ガマズミ科など）は子房に由来する果皮は花托筒で包まれていることになる。
ナツメヤシ（ヤシ科）、モモ、ウメなどの核果は、食用などとして人間に利用されている。日本で見られる野生植物としては、センリョウ科、ツヅラフジ科、ユズリハ科などに核果を形成するものが多い。
ココヤシ（ヤシ科）の果実も種子が木化した硬い内果皮で包まれているが、中果皮が多肉質ではなく厚い繊維質となっており、"乾質の核果"（dry drupe, nuculanium）ともよばれる。マカダミア（ヤマモガシ科）やカシューナットノキ（ウルシ科）、カンラン科、ノヂシャ（スイカズラ科）などの果実も、"乾質の核果"と表記されることがある。
クルミ属やペカン属（クルミ科）では、種子が木化した硬い中・内果皮で包まれ、さらに外側が外果皮とともに花托など子房外の構造を含む外皮で覆われている。そのため、このような果実は"核果状の堅果"（drupe-like nut または drupaceous nut）や"偽の核果"（pseudodrupe）、クルミ果、殻果ともよばれる。
キイチゴ属（バラ科）の花は多数の雌しべをもち、これがそれぞれ小さな核果となる。このような核果は、小核果（小石果; drupelet, drupel）とよばれる。共通の花托上に多数の小核果がついたまとまりを形成し、このまとまりは集合核果（drupetum, drupecetum, etaerio of drupelets）とよばれ、また特にキイチゴ状果ともよばれる。
ヤマボウシ（ミズキ科）やヤエヤマアオキ（アカネ科）では、多数の花が集まって咲き、個々の花は核果となって互いに合着して1つの複合果（核果型多花果、multiple fruit of drupelets）を形成する。ヤマボウシの近縁種であるハナミズキでもそれぞれの花が核果となるが、合着せずにそれぞれ独立している。

## 種子散布

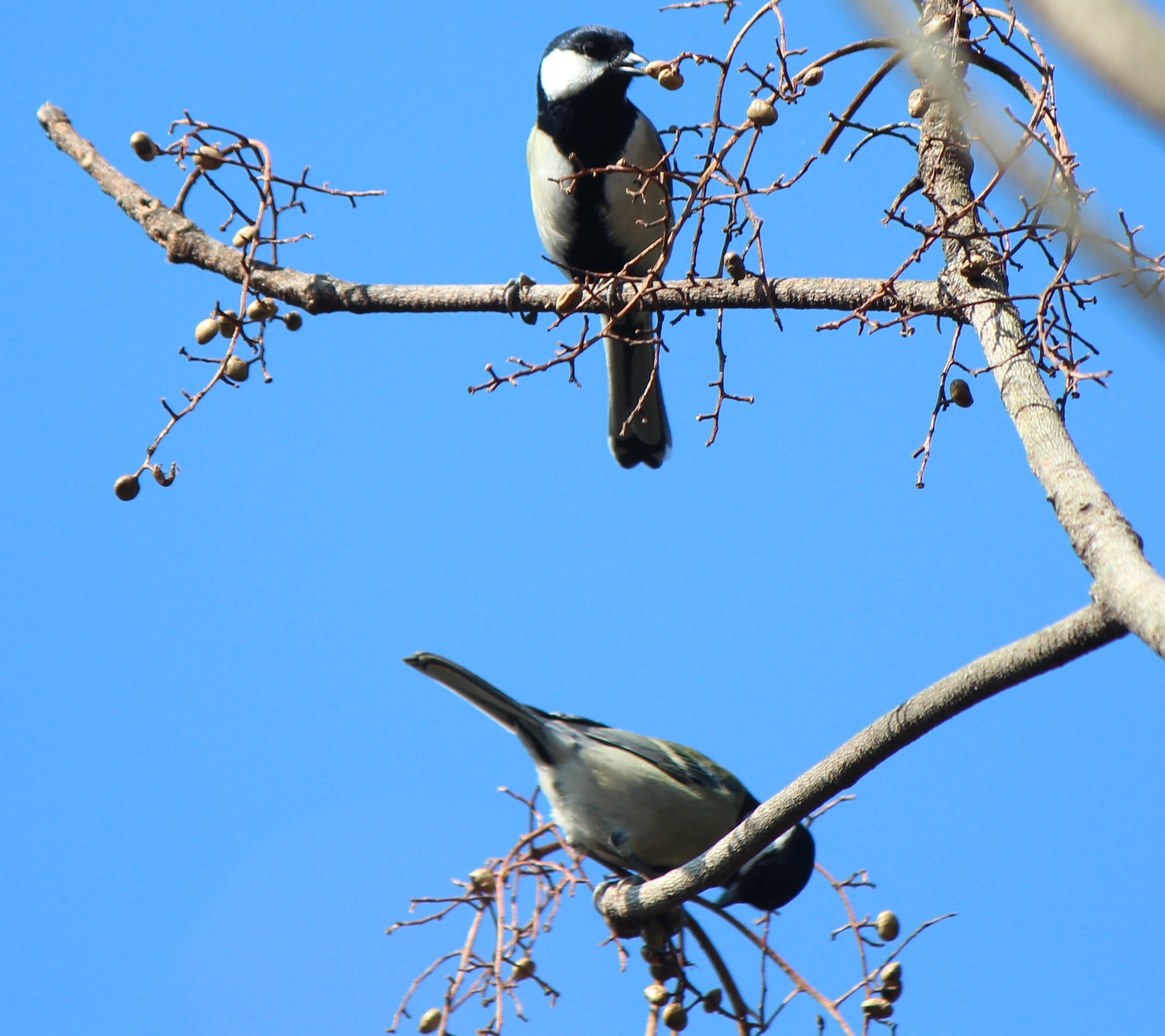
ハゼノキ（ウルシ科）の核果を食べるシジュウカラ

核果の多くは、鳥類や哺乳類に食べられ、それらの消化管を通って糞とともに硬い内果皮に包まれた種子（核）が散布される（被食散布、糞散布）。このような被食散布される核果において、種子が硬い内果皮に包まれていることは、種子の破壊・消化を防ぐために発達したと考えられている。鳥によって散布される果実はふつう匂いを欠き、成熟しても自然落下しにくく高い位置についているものが多いが、哺乳類によって散布される果実は、ときに強い匂いをもち、低い位置についていたり自然落下しやすいものが多い。
多くの場合、中果皮が多肉質であり、種によって糖や水分、脂質などに富み、動物にとって魅力ある可食部になっている。特殊な例として、ケンポナシ（クロウメモドキ科）やカシューナットノキ（ウルシ科）では、核果の中果皮は薄く、核果がついている枝が多肉質の可食部になる。

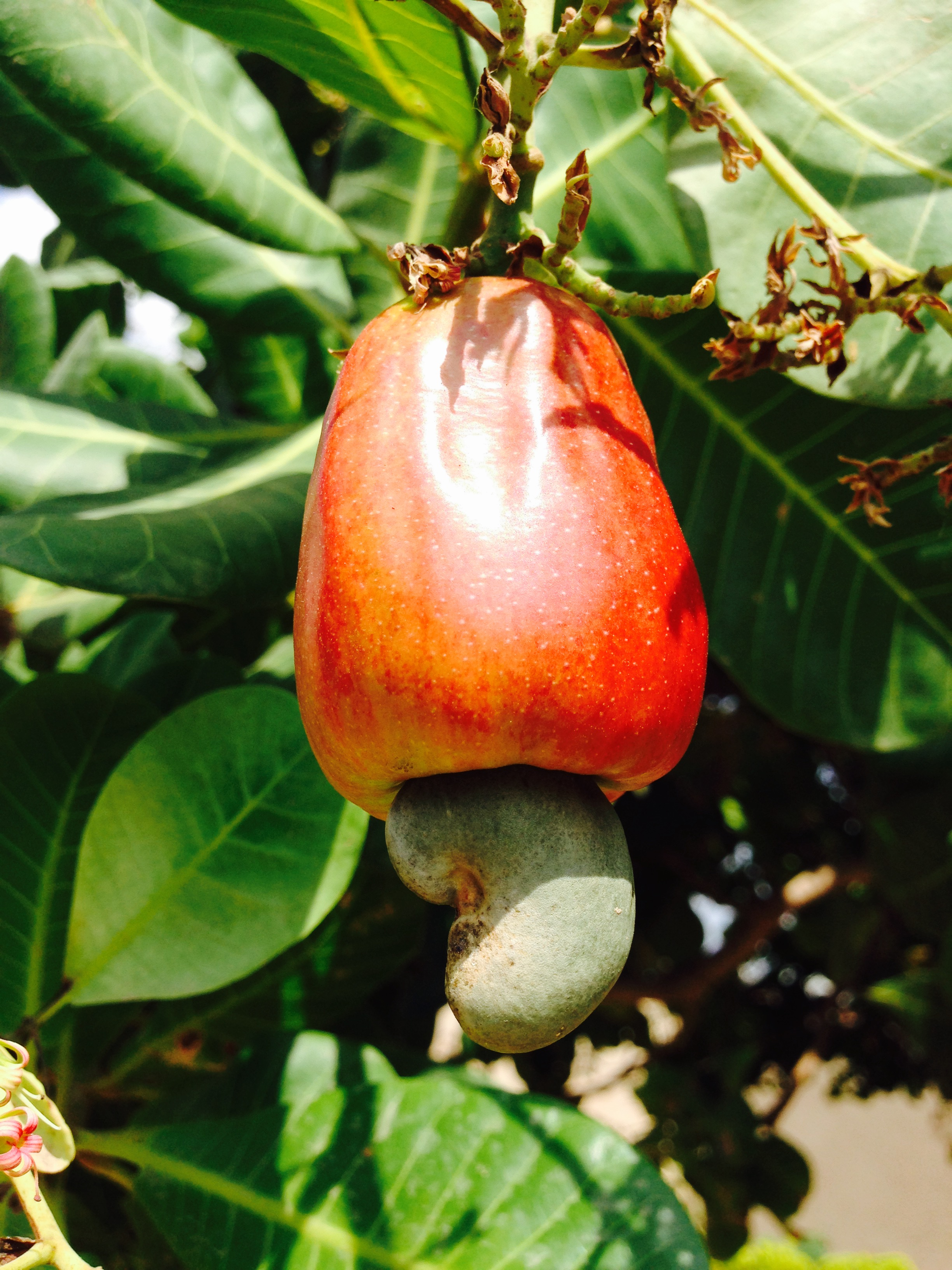
カシューナットノキ（ウルシ科）の果実をつけた果柄は赤く発達する（カシューアップルとよばれる）

多くの場合、核果は成熟すると、赤やオレンジ、白、藍、黒など目立つ色になることで動物による視認性を高めている。可視光だけではなく、鳥などには認識できる紫外線を反射している例もある。キイチゴ状果（上記）では、小さな核果（小核果）が密集することで動物に対してより目立つようになっている。また果実の成熟度によって色が変わることもあり、複数の色でより目立たせる効果や、未熟な果実を避けてもらう効果があると考えられている。クサギ（シソ科）では、藍色の核果が赤い萼で囲まれており、二色効果によって目立つ。
ココヤシの核果では中果皮が多肉質ではなく繊維質でコルク状になっており、これによって海面に浮かぶことができる。堅い内果皮に包まれた種子は海水に長期間浸かることに耐えられ、海流によって遠距離に散布される。同様に海流散布される核果は、ミフクラギ（キョウチクトウ科）やハマゴウ（シソ科）などにも見られる。

## ギャラリー

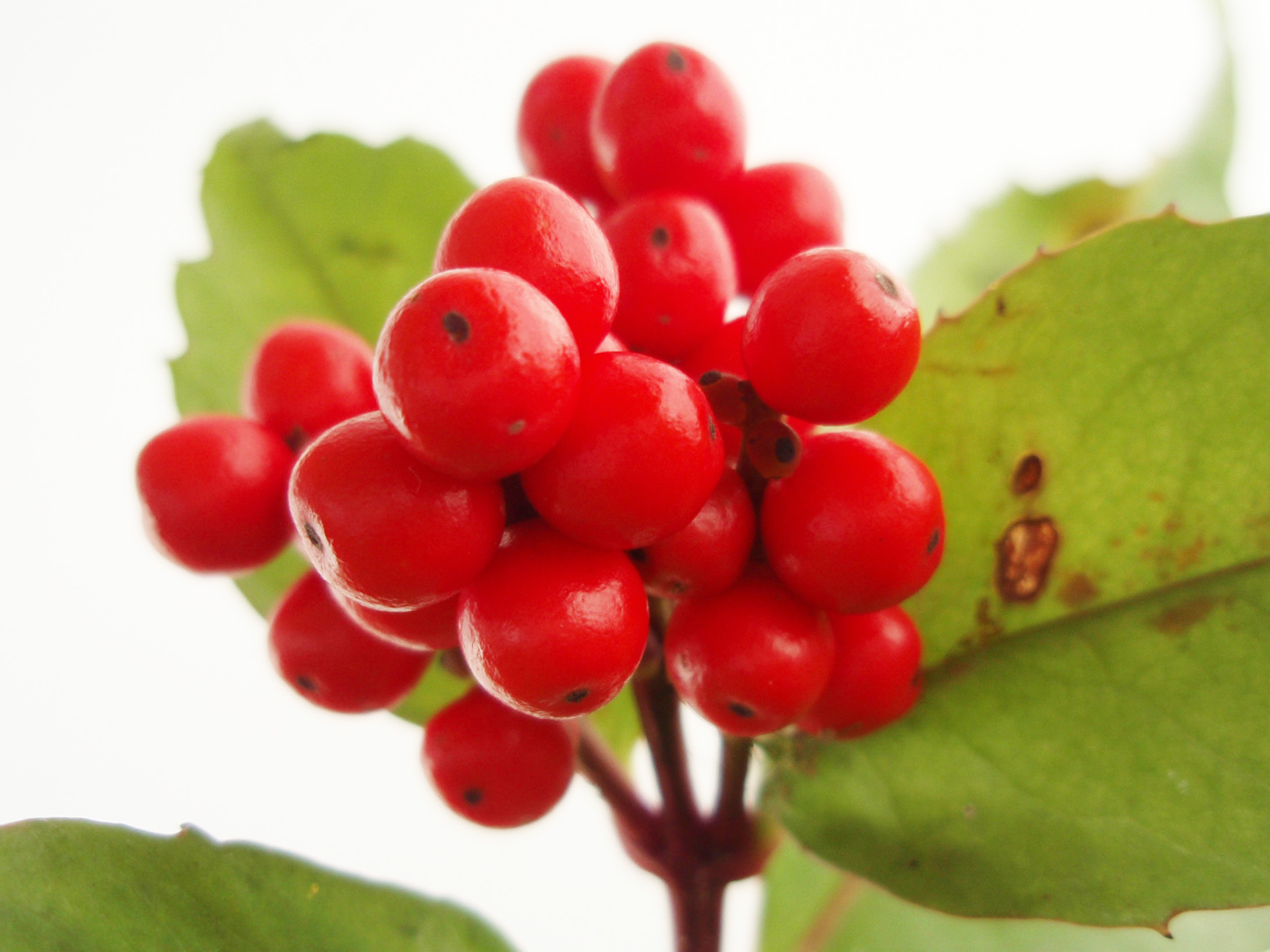
センリョウ（センリョウ科）の核果
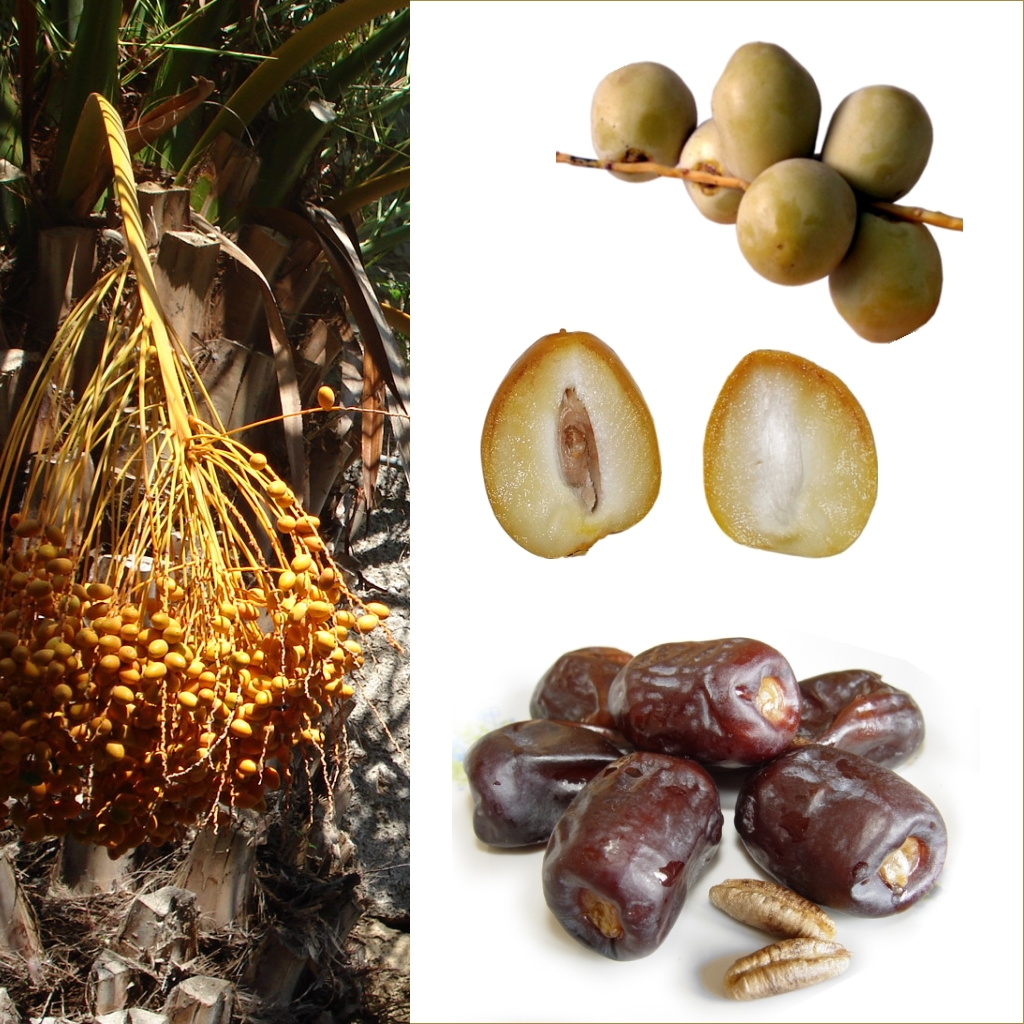
ナツメヤシ（ヤシ科）の核果
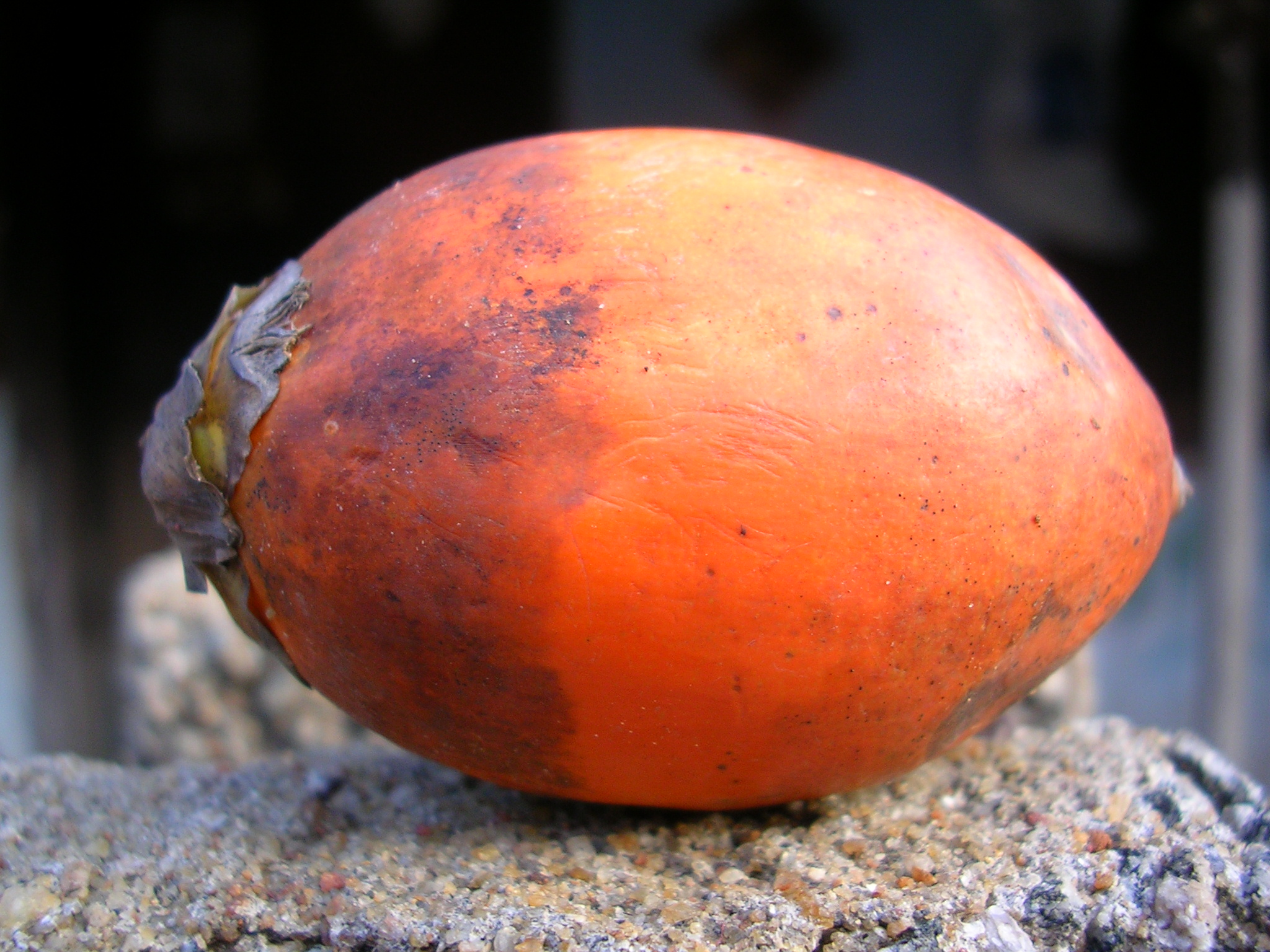
ビンロウ（ヤシ科）の核果 画像は完熟状態の果実
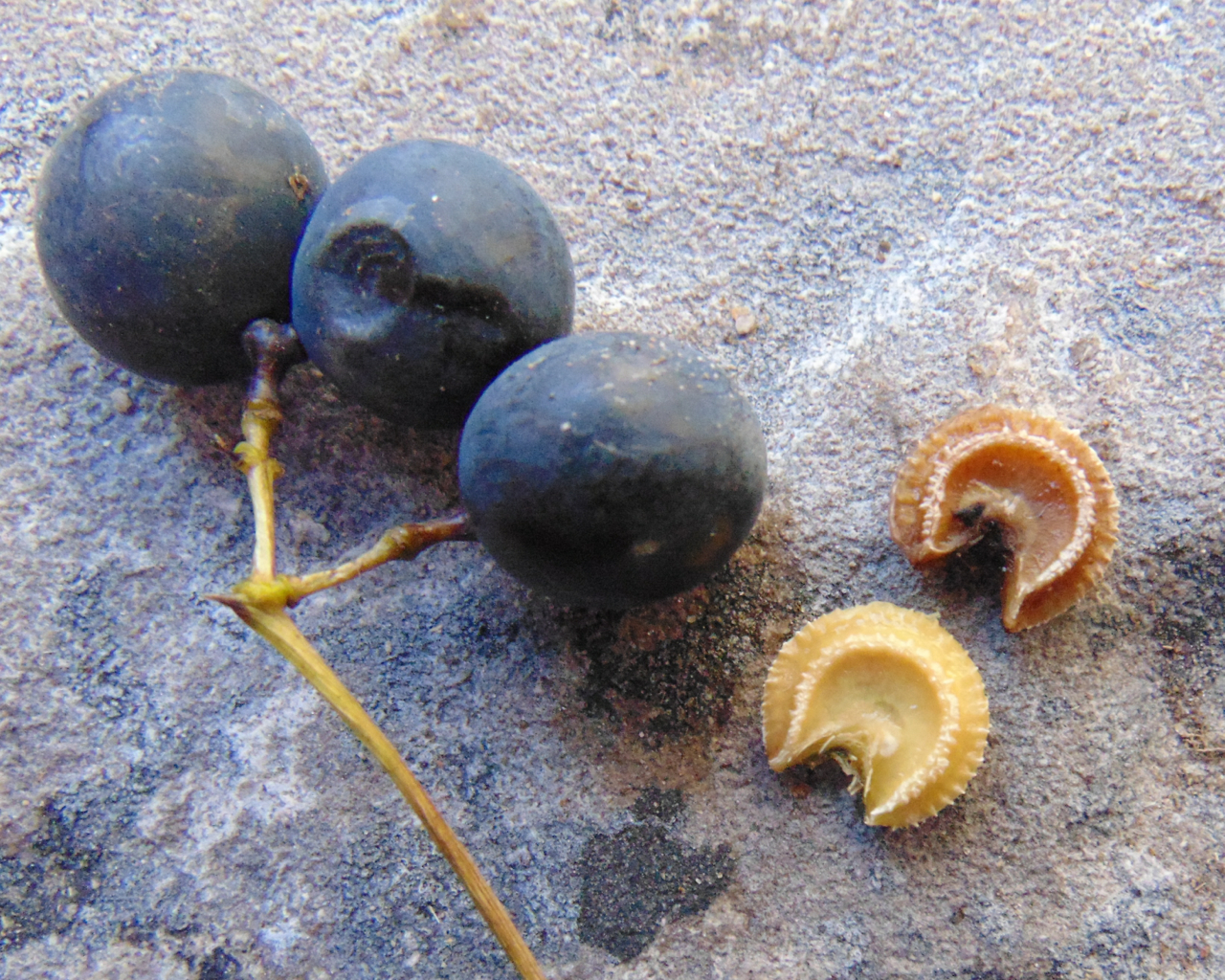
コウモリカズラ属（ツヅラフジ科）の核果と核
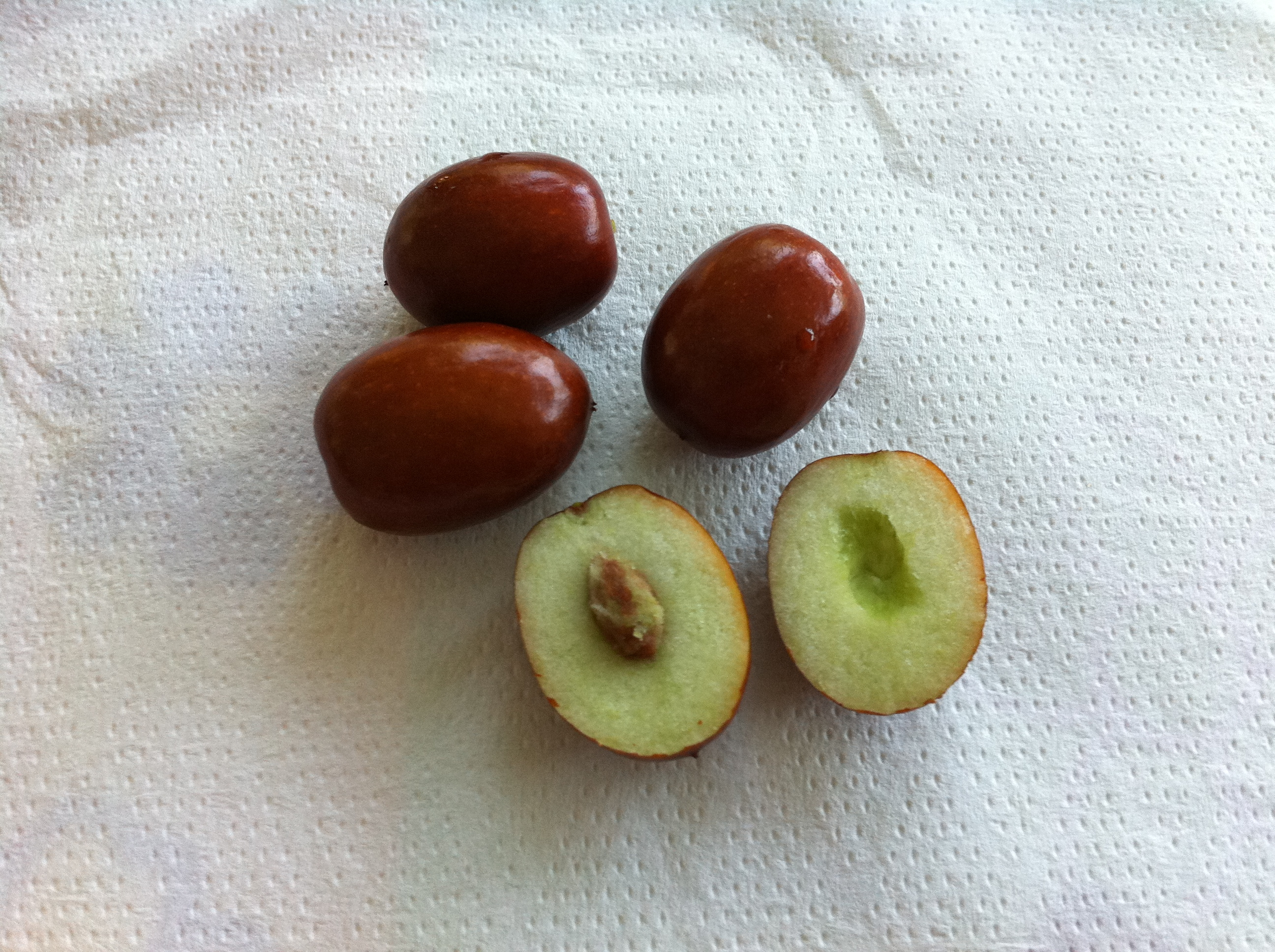
ナツメ（クロウメモドキ科）の核果と断面
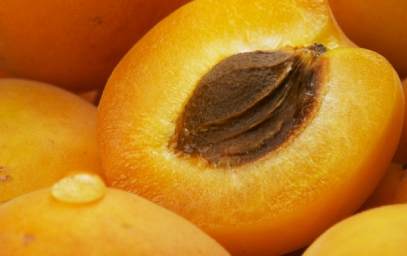
アンズ（バラ科）の核果の断面
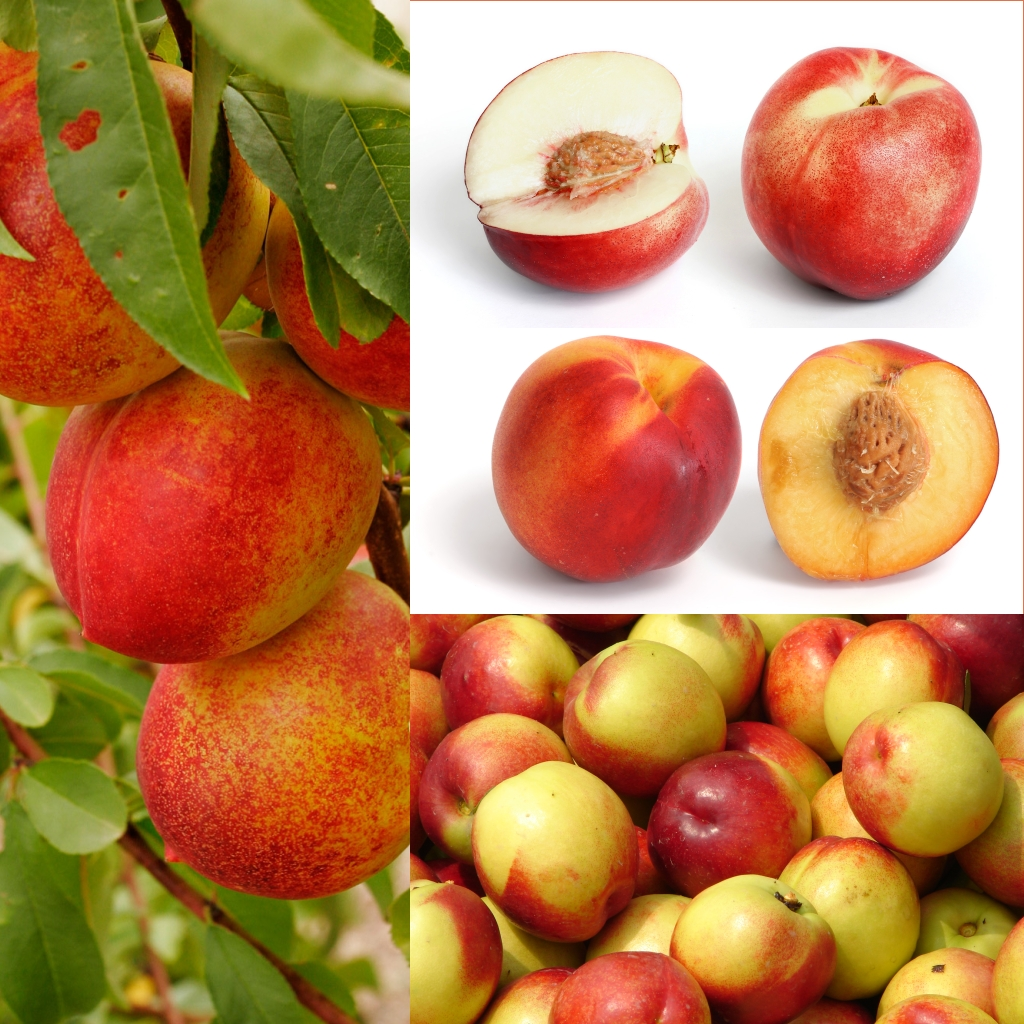
モモ（バラ科）の核果
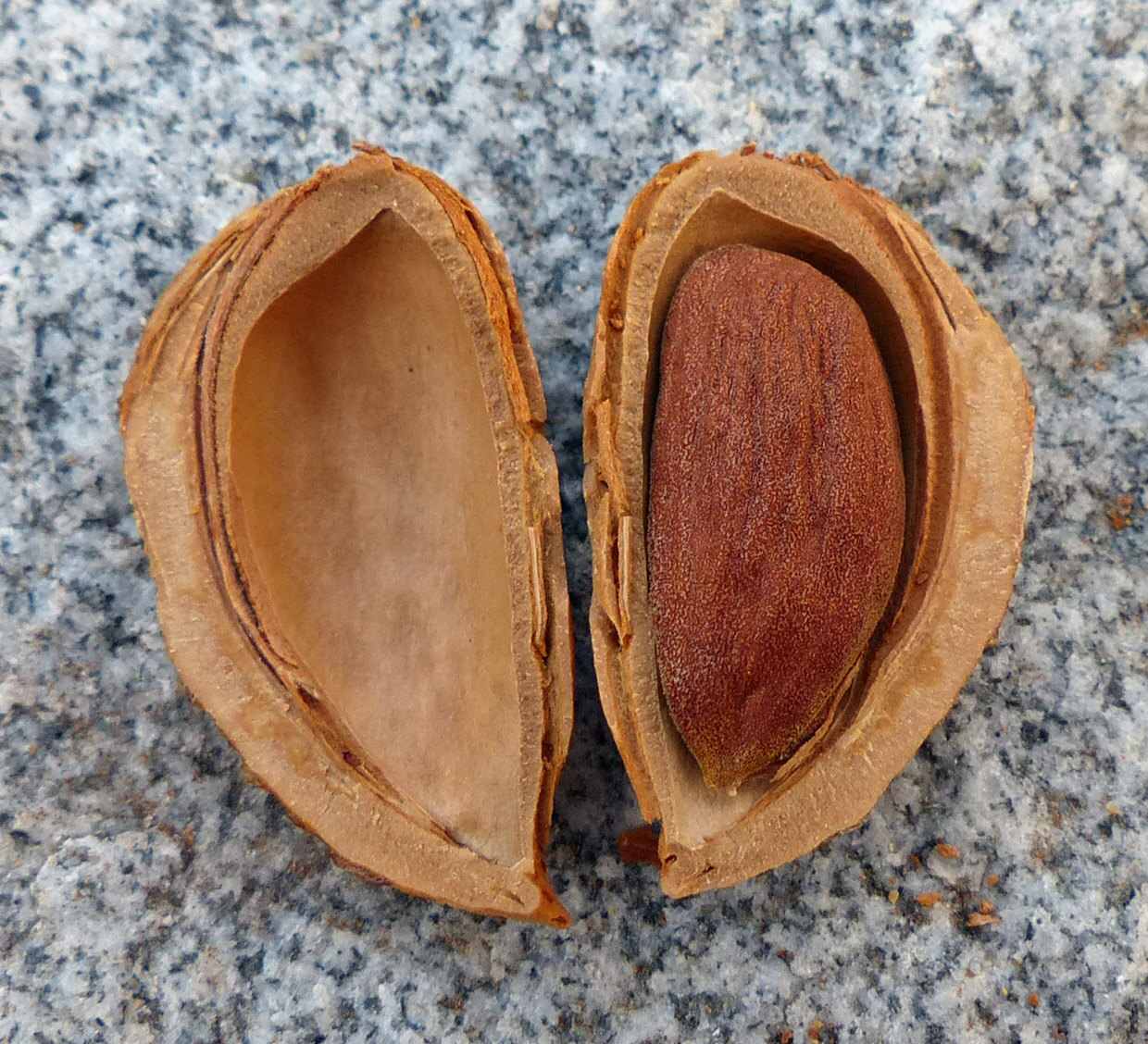
アーモンド（バラ科）の核と種子
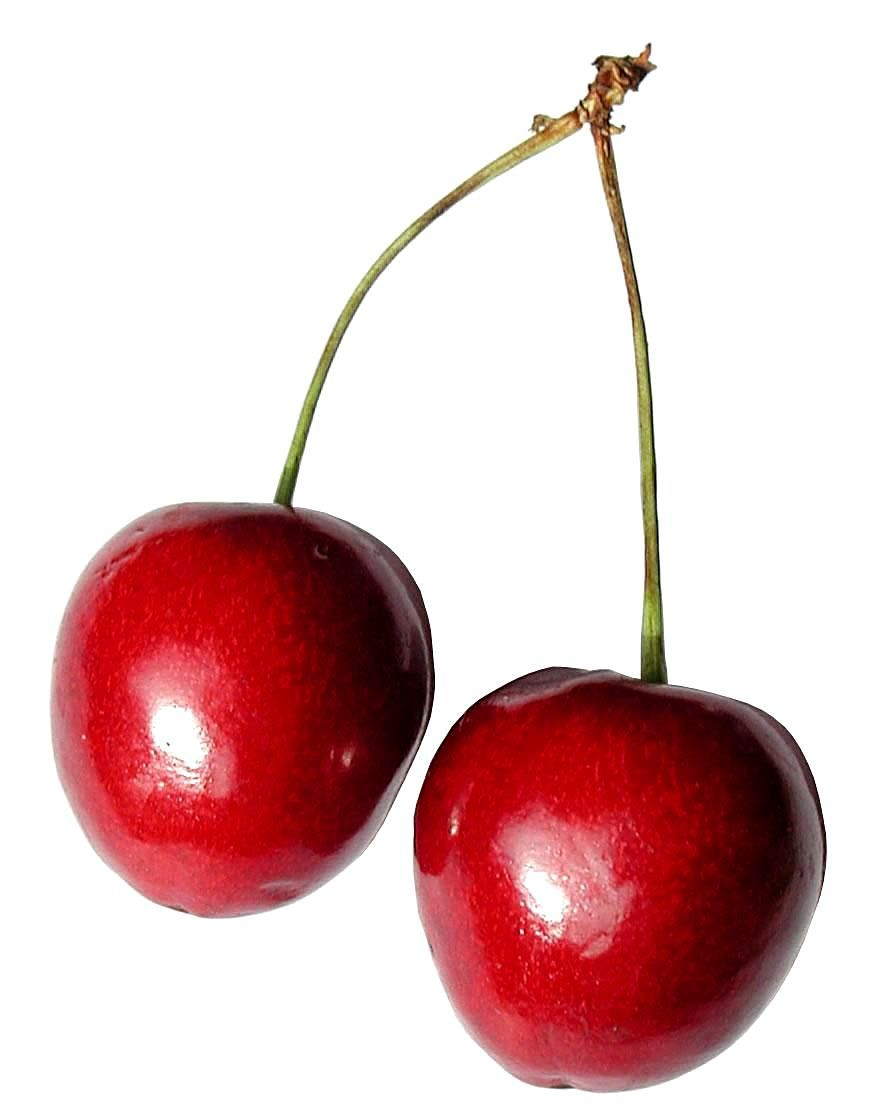
サクランボ（バラ科）の核果
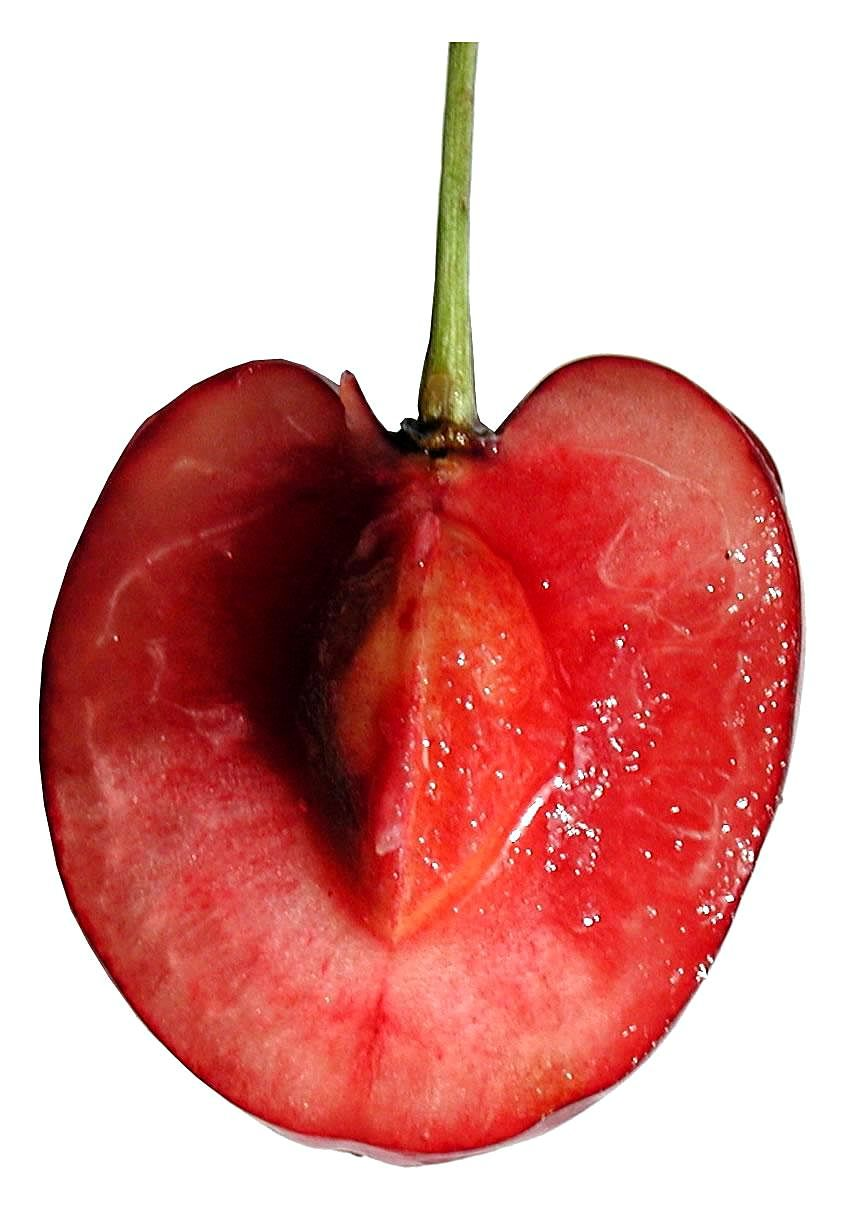
サクランボの核果断面
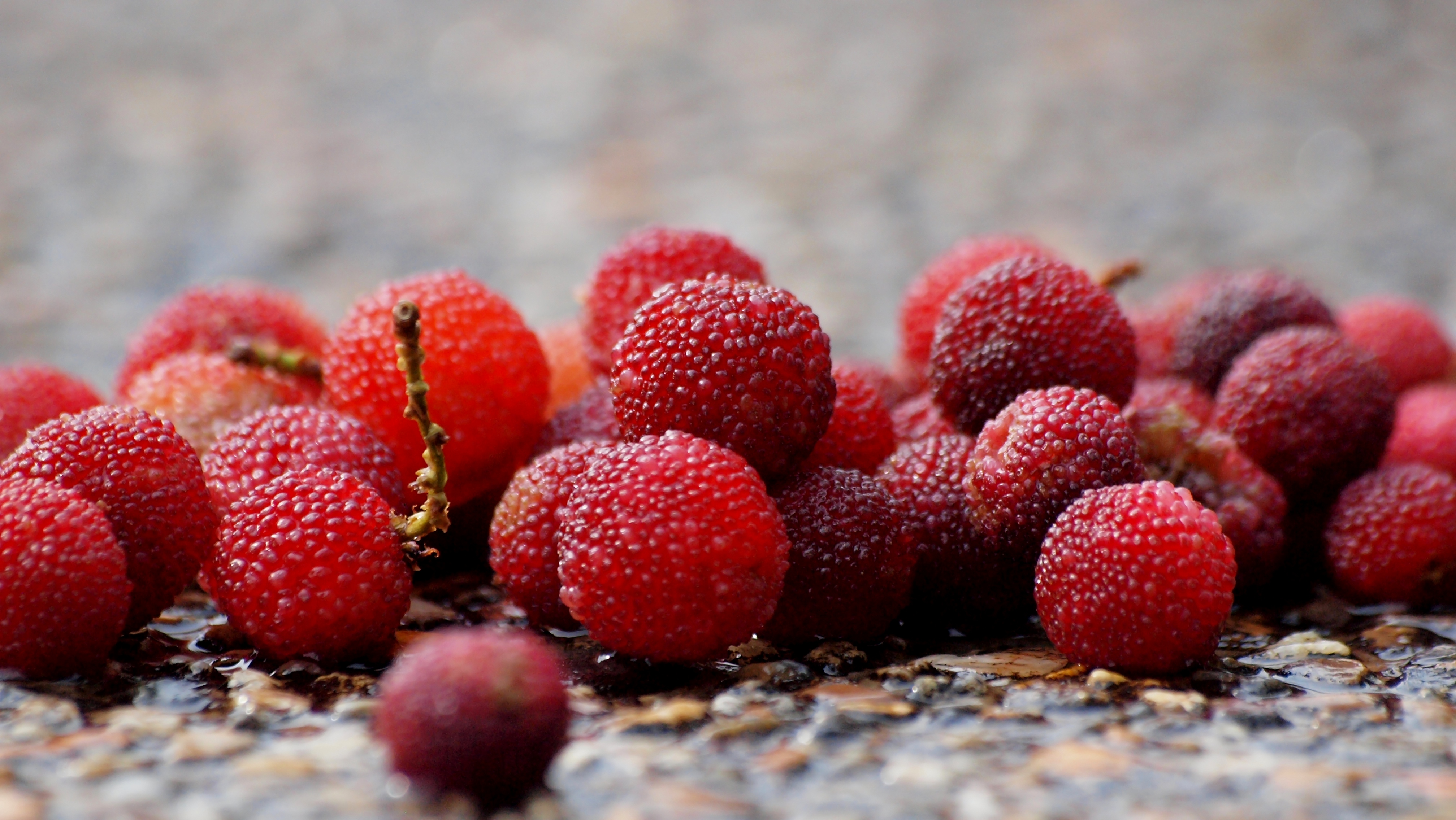
ヤマモモ（ヤマモモ科）の核果
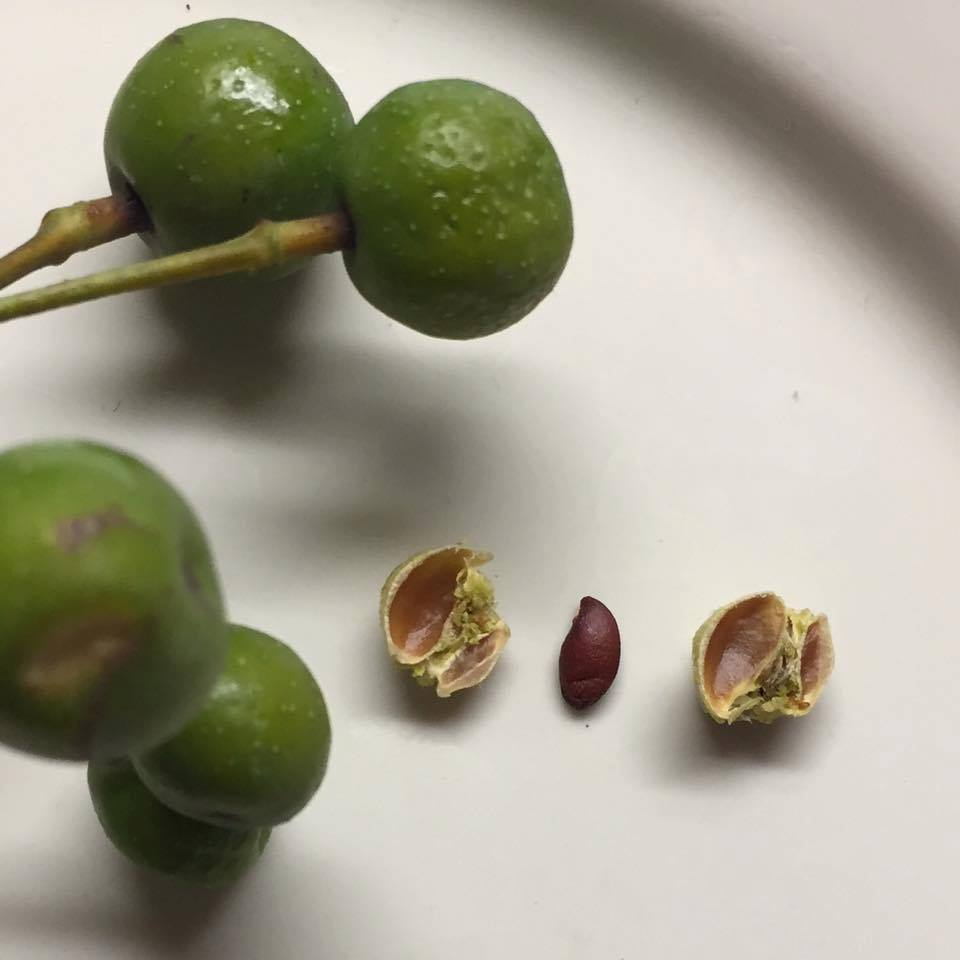
センダン（センダン科）の未熟核果と割った核、種子
ウルシ（ウルシ科）の核果
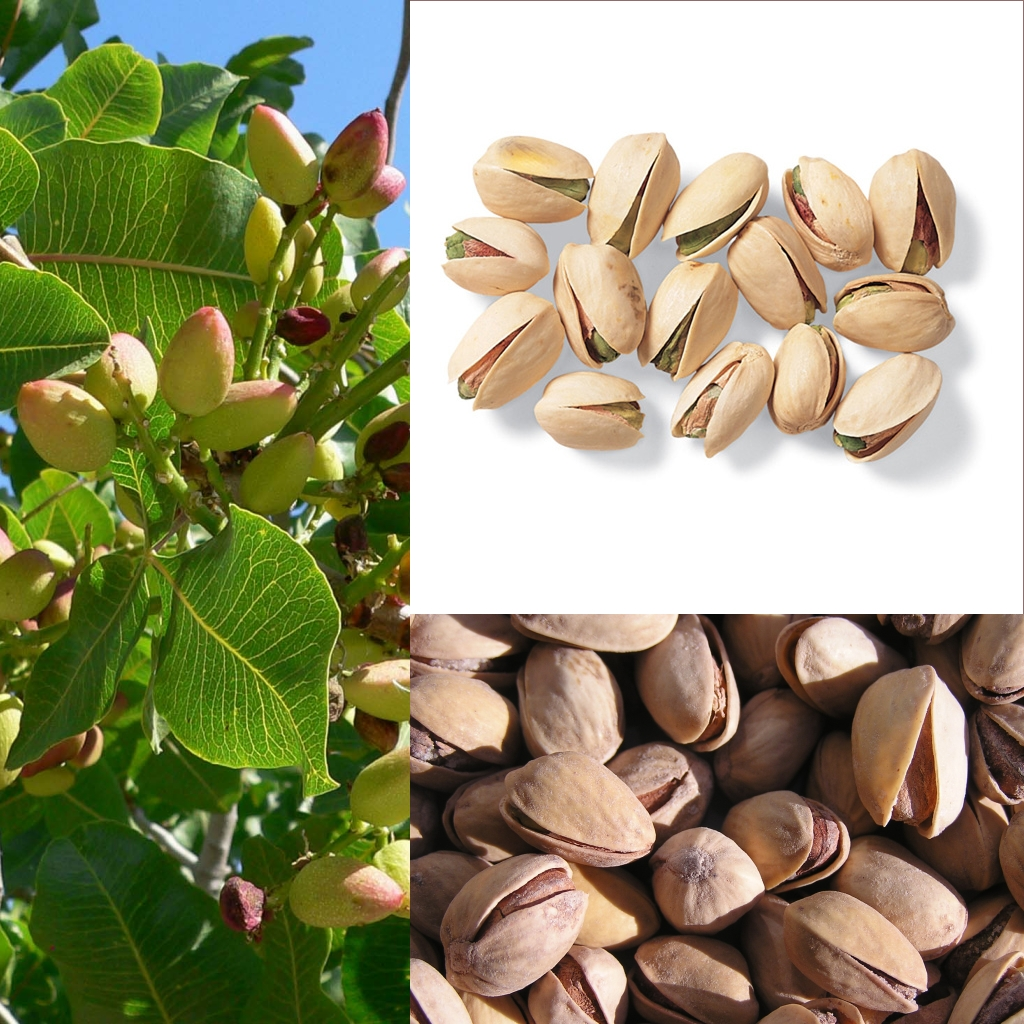
ピスタチオ（ウルシ科）の核果
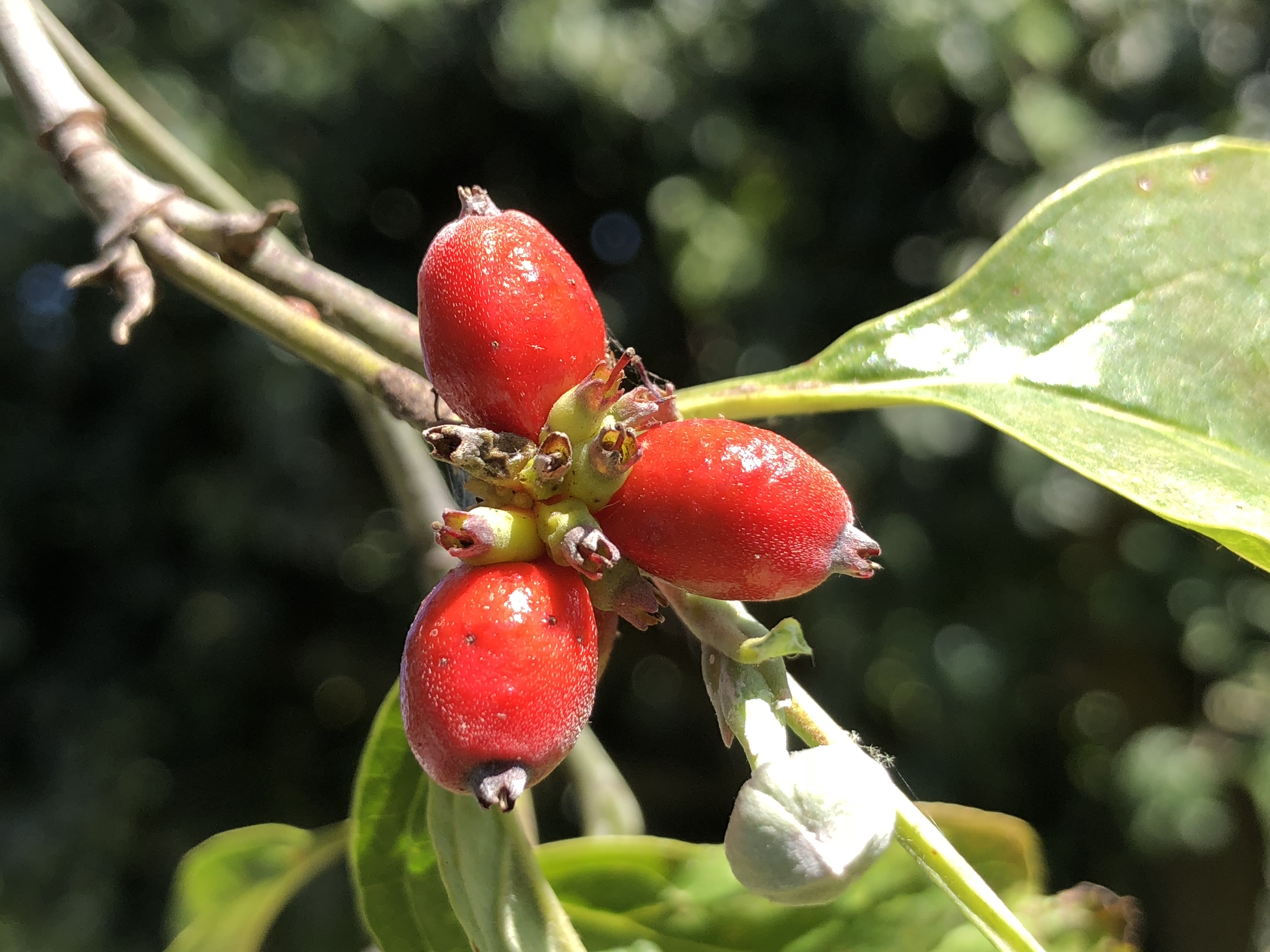
ハナミズキ（ミズキ科）の核果
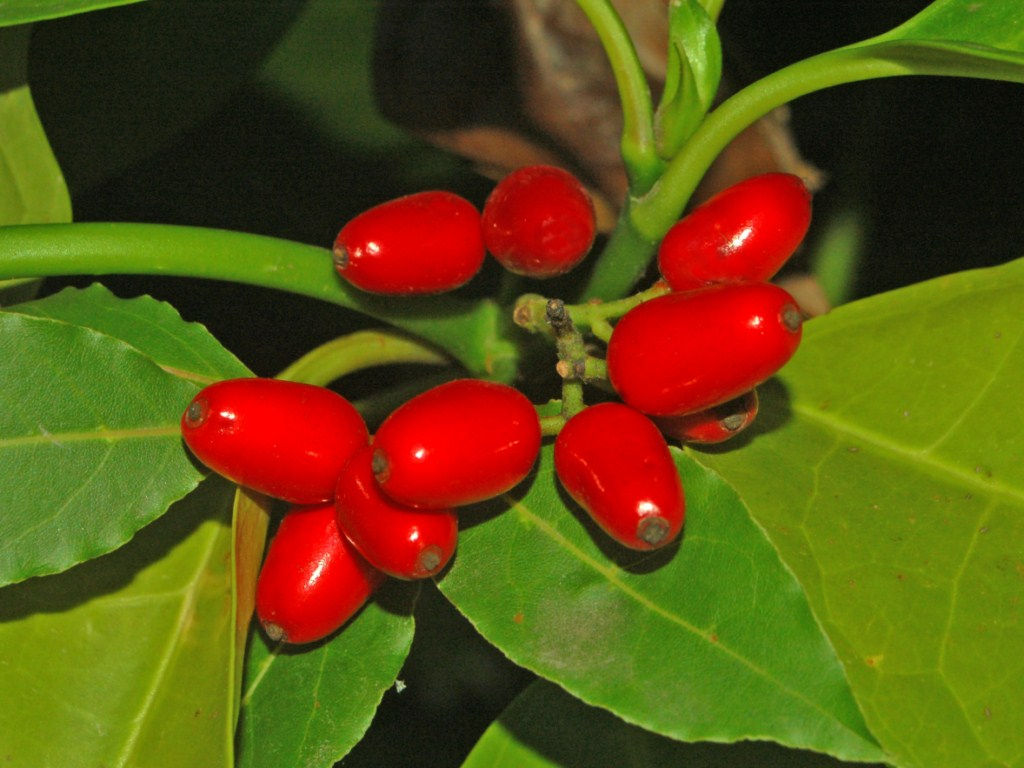
アオキ（アオキ科）の核果
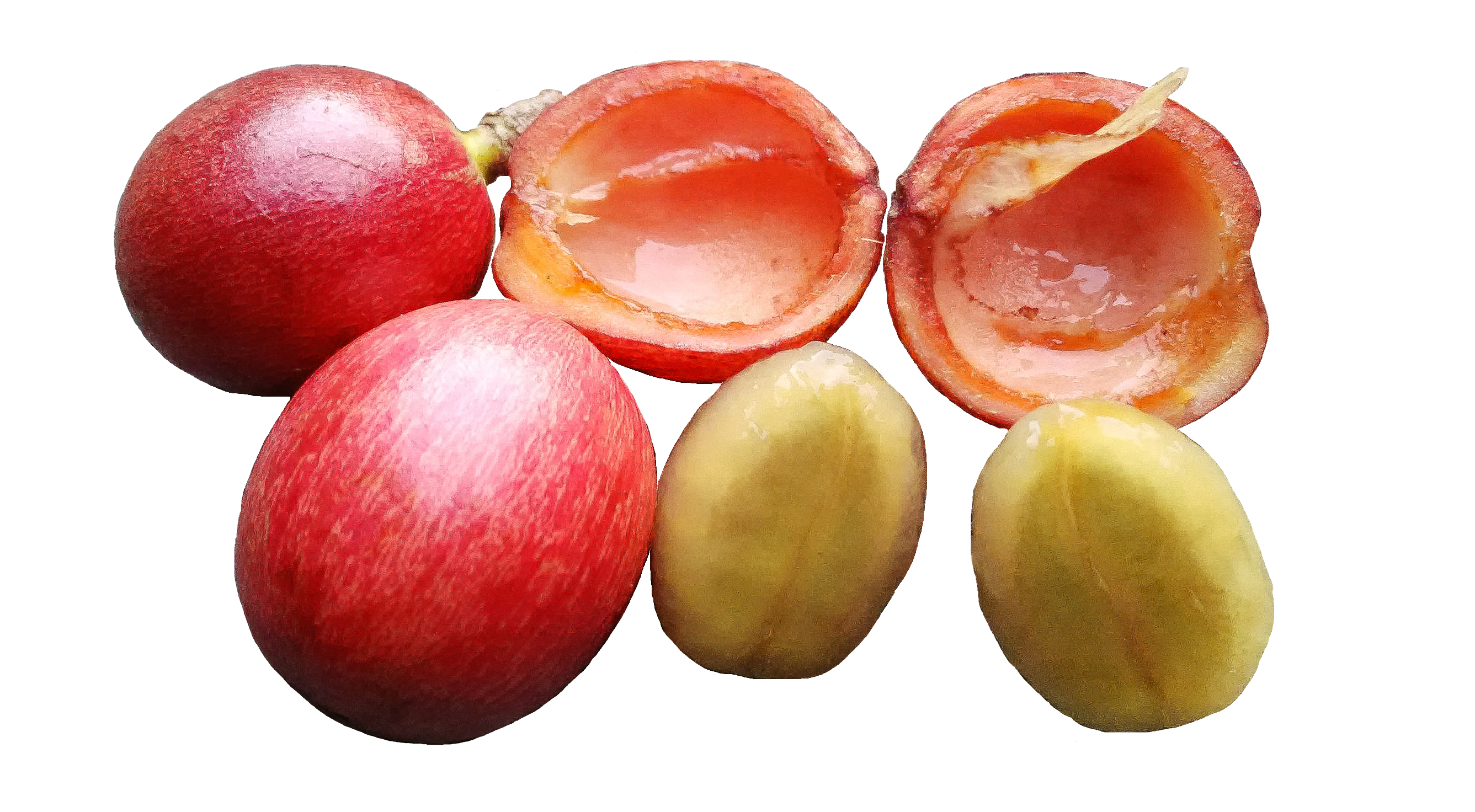
コーヒーノキ（アカネ科）の核果と核
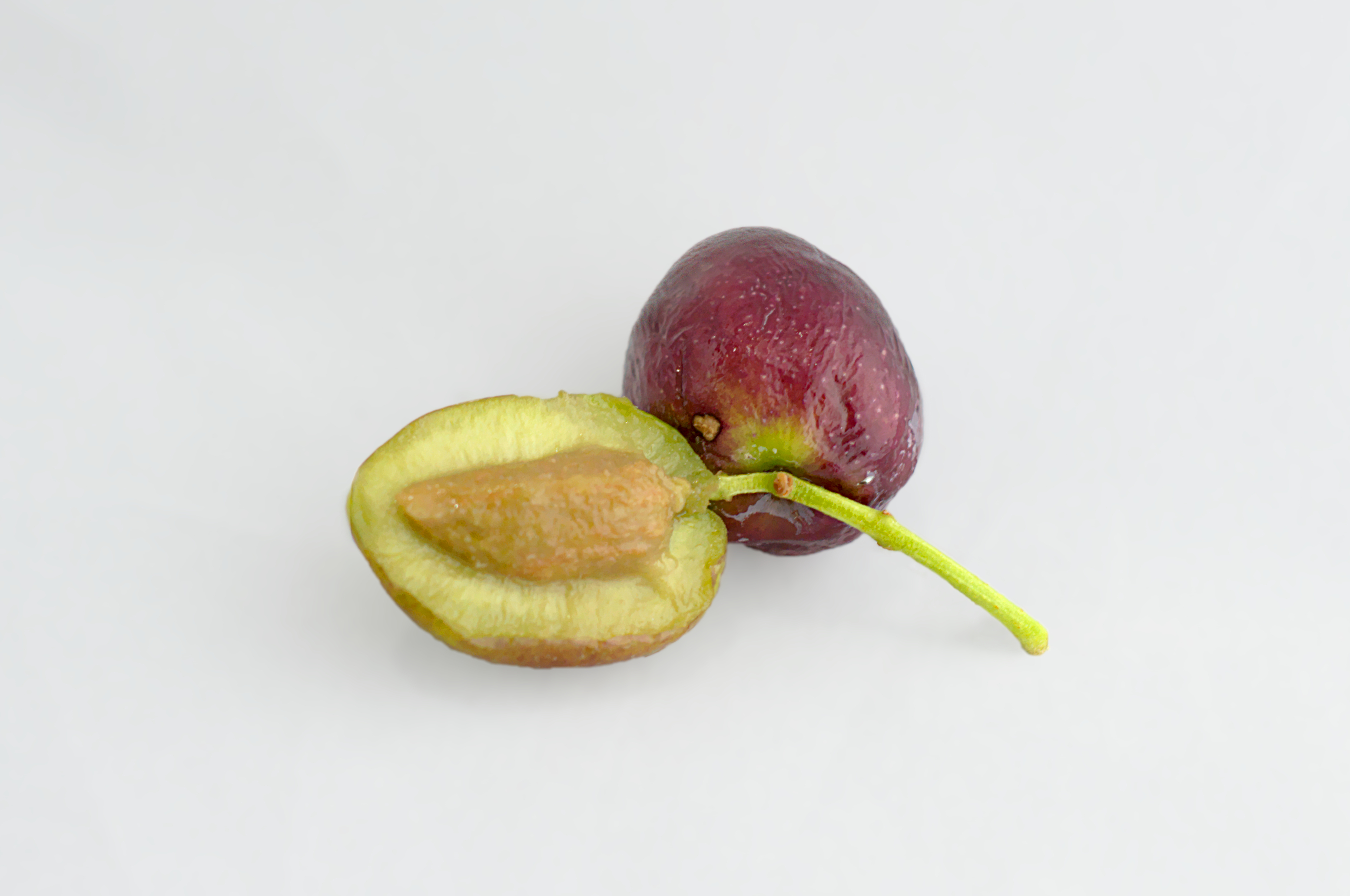
オリーブ（モクセイ科）の核果と断面
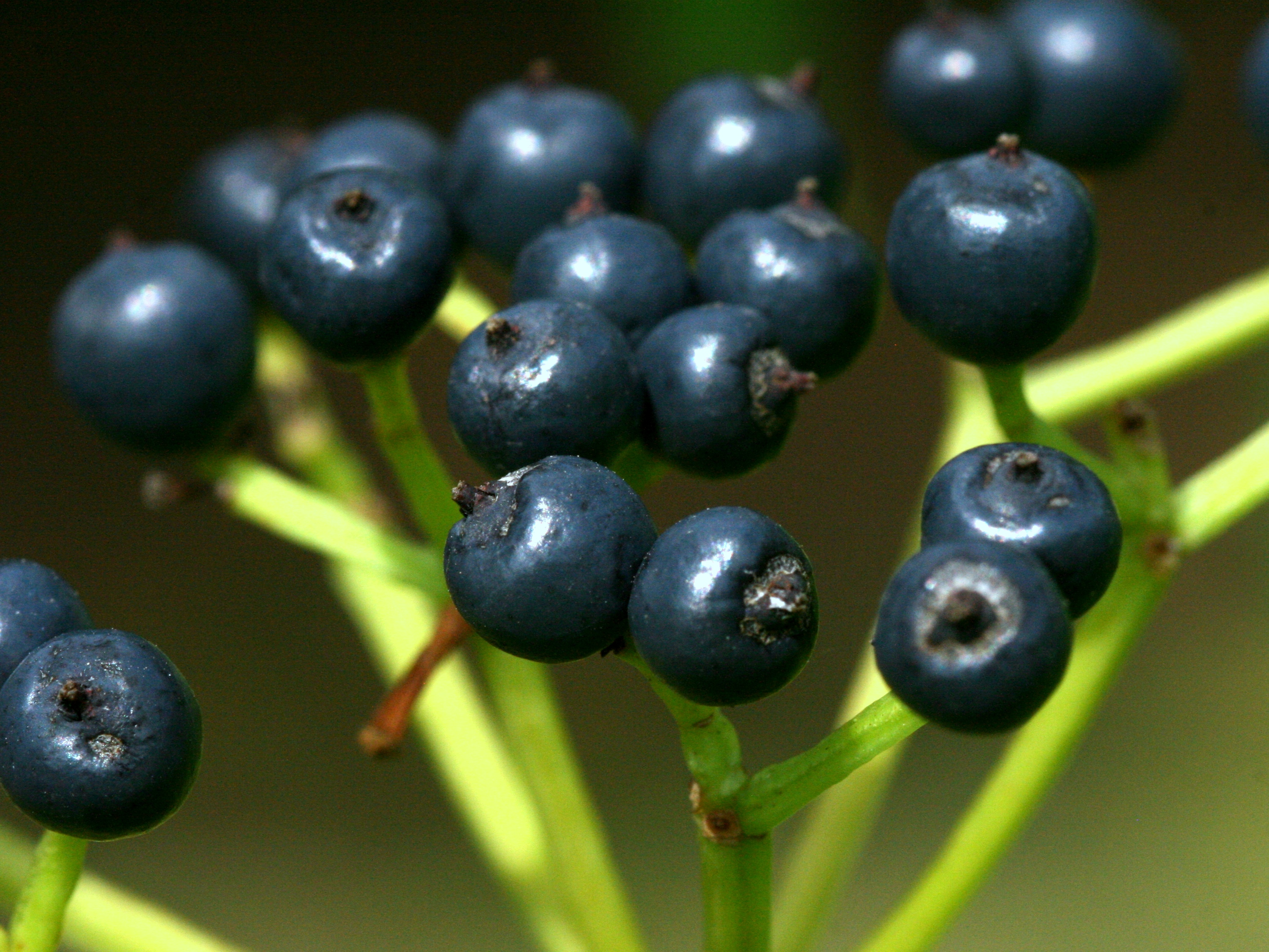
ガマズミ属（ガマズミ科（英語版））の核果
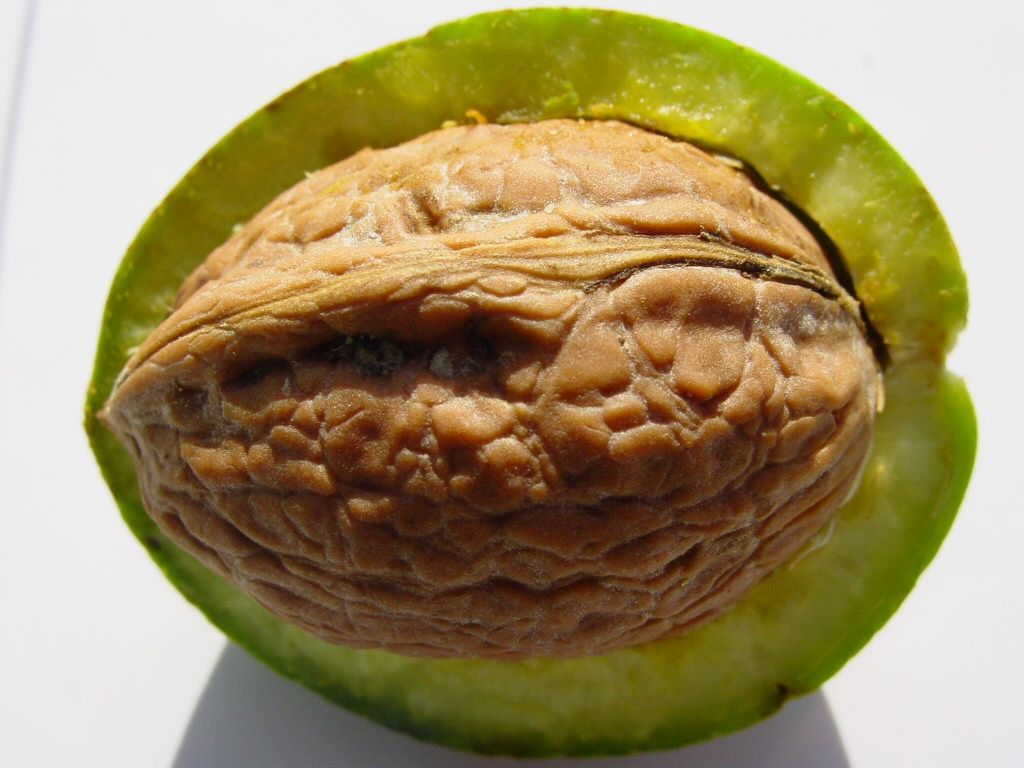
クルミ（クルミ科）の核果の断面
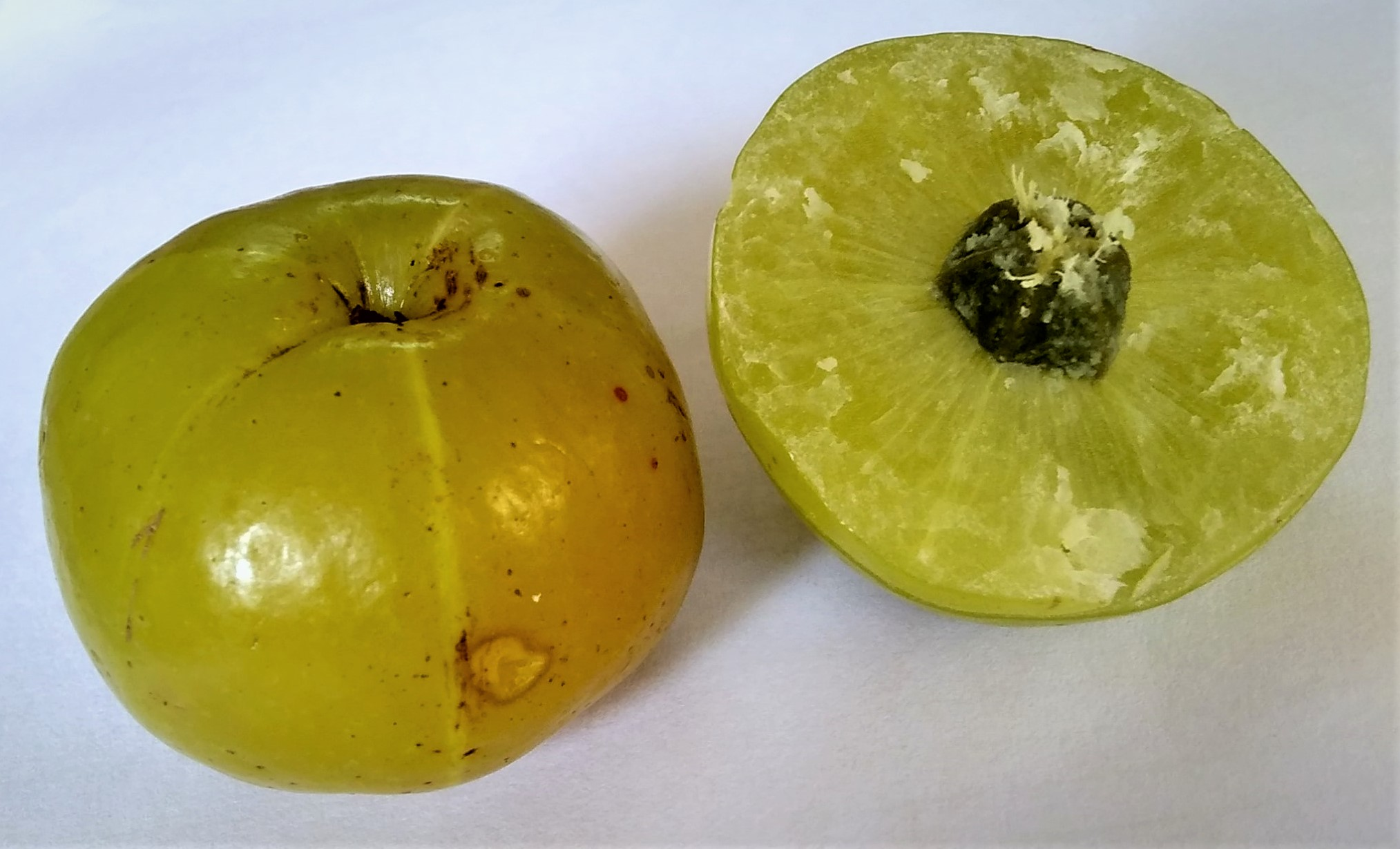
ユカン（コミカンソウ科）の核果と断面